# Kahului
Kahului är den största staden på ön Maui, och ligger administrativt i Maui County, Hawaii, USA. Den hade enligt 2000 års folkräkning cirka 20 146 invånare. Staden ligger vid Mauis nordkust och hyser Mauis största flygplats (Kahului Airport), industrihamn, lätta industriområden och kommersiella shoppingcentrum.
Kahului är invånarna på Mauis främsta handelscentrum och det finns flera shoppingcentrum, större butiker och restauranger i staden. Staden klassas normalt sett inte som ett stort turistmål men har ett par sevärdheter.